# Josef Schneeberger (Verwaltungsjurist)
Josef Schneeberger (* 16. Februar 1909 in Nürnberg; † 1. August 1982 in Münster) war von 1959 bis 1973 Regierungspräsident in Münster.

## Leben
Er besuchte die Oberrealschule in Nürnberg und studierte von 1927 bis 1931 Rechtswissenschaften in Würzburg, wo er Mitglied der katholischen Studentenverbindung K.D.St.V. Gothia-Würzburg im Cartellverband der katholischen deutschen Studentenverbindungen (CV) wurde. 1930 wurde ihm das Ehrenband der katholischen Studentenverbindung K.D.St.V. Franco-Raetia zu Würzburg im CV verliehen.
Im November 1931 bestand Schneeberger das Erste und 1935 das Große Staatsexamen. Beide Examina mit Prädikat, das „Grosse Staatsexamen“ mit der besten damals in Bayern vergebenen Note „lobenswert“.
In den Jahren von 1935 bis 1939 war Josef Schneeberger im bayerischen Justizdienst tätig, unter anderem als Gerichtsassessor am  Amtsgericht in Günzburg und später als Amtsgerichtsrat bei der Oberstaatsanwaltschaft Nürnberg-Fürth sowie am Landgericht in Nürnberg. Im Jahr 1944 wurde er in Frankfurt am Main promoviert.
Mit Kriegsbeginn wurde er als Oberleutnant der Reserve zur Wehrmacht eingezogen und kam gegen Ende des Krieges als Adjutant eines Flakregimentes in Frankfurt am Main in amerikanische Kriegsgefangenschaft, aus der er im Mai 1946 nach Speyer entlassen wurde.
Am 15. Mai 1946 trat er als Justitiar in die Dienste des Bistums Speyer und erhielt am 15. Oktober 1947 den Rang eines Bischöflichen Rechtsrates. Im Dienst der Diözese Speyer blieb er bis zum Jahr 1953. Im Februar 1953 wurde er zum Ministerialrat und Leiter der Rechtsabteilung im Innenministerium des Landes Rheinland-Pfalz ernannt.
Im Mai 1958 wechselte er in das Bundesinnenministerium und wurde dort Leiter der Abteilung „Öffentliche Sicherheit“. Hier erfolgte seine Ernennung zum Ministerialdirigenten im Oktober 1959.
Am 15. Mai 1959 wurde er vom nordrhein-westfälischen Innenminister  Dufhues in sein neues Amt als Regierungspräsident in Münster eingeführt. In seine Amtszeit fielen 1969 die Eröffnung der Autobahn „Hansalinie“, der erste Ausbau des Dortmund-Ems-Kanals, die Schaffung des Naturparks Hohe Mark im Jahr 1964 und der Bezug des neuen Verwaltungsgebäudes im Jahr 1971.
Josef Schneeberger engagierte sich im CV von 1951 bis 1957 als Vorsitzender des Altherrenbundes (AHB) sowie in mehreren anderen Funktionen bis zu seinem Tode. Er wurde ehrenhalber Mitglied zahlreicher weiterer CV-Verbindungen. 
Von 1962 bis 1964 war er Präsident der Deutschen Katholischen Akademikerschaft. Im Jahr 1956 war er Präsident des 77. Katholischen Kirchentages in Köln. Nach Ende des Amtes als Regierungspräsident war er von 1977 bis 1982 Präsident des Volksbundes Deutscher Kriegsgräberfürsorge, für den er erste Kontakte mit dem russischen Roten Kreuz knüpfte.

## Ehrungen
- 1972: Großes Verdienstkreuz der Bundesrepublik Deutschland